# انل اکس
انل اکس (انگلیسی: Enel X) شرکت انرژی ایتالیایی است، که در سال ۱۹۶۲ تأسیس شد.